# Un viaggetto nella Luna
Un viaggetto nella Luna è un racconto satirico-fantastico e fantascientifico stampato anonimo nel 1836 e attribuito a Bartolomeo Veratti, giurista, giornalista, filologo e storico della matematica.
È considerato tra i primissimi esempi in lingua italiana di racconto fantascientifico, per il tema del viaggio lunare, un viaggio immaginario descritto come sogno, in una satira delle sensazionali, ma false, scoperte astronomiche dell'epoca (Great Moon Hoax).

## Storia editoriale
L'opuscolo di 19 pagine fu pubblicato dalla Tipografia Camerale a Modena nel 1836 col titolo Un viaggetto nella Luna di N. N. accademico tassoniano. L'espressione "accademico tassoniano" si riferisce a qualcuno che studia o si occupa di antropologia, folclore e cultura tradizionale, come fece Giovanni Tassoni.
L'opera è nel pubblico dominio.
Una ristampa anastatica è stata realizzata a Torino nel 1998 da Editrice Sevagram.
La scansione digitale dell'originale è disponibile dal 2018 presso il sito delle biblioteche dell'Università degli Studi di Torino e dal 2023 su Internet Archive.

## Trama
Il narratore, giovane correttore di bozze modenese, discute con un amico sull'ipotetica abitabilità della Luna, accennando alle sensazionali «scoperte» astronomiche circolate sulla stampa europea. Deriso per la propria curiosità scientifica, esce dal centro cittadino e, dopo il tramonto, si arrampica su una collinetta erbosa fuori le mura. Qui osserva in silenzio il sorgere del satellite, finché un vivido bagliore lo avvolge e lo solleva «oltre il globo d'aria», trasportandolo in pochi istanti su un pendio lunare costellato di crateri franati e picchi aguzzi.
Atterra in una piana selciosa punteggiata da giganteschi funghi translucidi che condensano l'umidità notturna in sottili ruscelli all'alba. Fra questi strani «cavolfiori di luce» incontra piccoli esseri lucertoliformi dotati di sacchi aeriferi dorsali; le creature lo guidano a un osservatorio ricavato in un cono di lava dismesso.
All'interno fa conoscenza con tre «filosofi dell'ombra», astronomi che raccolgono i raggi della Terra per studiarne la componente «morale». Condotto davanti al loro consiglio, il protagonista descrive guerre e rivalità europee, suscitando negli astuti lunari un misto di scherno e pietà: a loro dire, quelle inutili stragi non sono che bagliori rossi sull'atmosfera terrestre, effimeri e insignificanti.
Gli studiosi gli propongono di restare come «commissario delle nebbie», ma egli rifiuta. Un sacerdote del «riflesso» gli rivela che la Luna funziona come un «monastero chimico», incaricato di distillare la luce solare e restituirla purificata alla Terra.
Proseguendo verso le regioni fredde del satellite, l'esploratore attraversa ghiacciai scintillanti, assiste a un'alba in cui «tutte le stelle dello zodiaco si destano all'unisono» e, commosso, innalza una preghiera al Creatore. In quell'istante la visione si dissolve: il garzone della tipografia lo scuote, porgendogli le bozze del foglio «L'Ape Estense».
All'amico, tornato a provocarlo, egli risponde di non poter stabilire se la Luna sia abitata, ma di aver «visitato un regno d'idee che vale quanto cento osservatori»; conclude che il satellite, privo d'oceani e nazioni, è destinato alla contemplazione — non al commercio — e guarda l'alba che inonda Modena, pensoso sul ruolo dell'immaginazione nella ricerca della verità.

## Critica
Gli studiosi di fantascienza italiana lo citano fra i precursori del genere per l'uso del viaggio lunare come satira delle false scoperte astronomiche dell'epoca (Great Moon Hoax).

## Edizioni
- Anonimo, Un viaggetto nella Luna di N. N. accademico tassoniano, Modena, Tipografia Camerale, 1836.
- Anonimo, Un viaggetto nella Luna, ristampa anastatica, Torino, Editrice Sevagram, 1998.